# بايو الأولى (أوزارك)
بايو الأولى هي بلدة غير نشطة في مقاطعة أوزارك في ولاية ميزوري.
سُمّيت باسم جدول داخل حدودها.